# Иванов, Пётр Артемьевич
Пётр Артемьевич Иванов (1909—1944) — Герой Советского Союза, мотоциклист 91-го отдельного мотоциклетного батальона 19-го танкового корпуса 4-го Украинского фронта, красноармеец.

## Биография
Пётр Артемьевич родился в 1909 году в деревне Чулла, ныне Тетюшского района Татарстана, в крестьянской семье. Русский.
Образование начальное. Окончил курсы трактористов, работал в Тетюшской МТС.
В 1942 году был призван в Красную Армию. На фронтах Великой Отечественной войны с 1942 года.
12 апреля 1944 года в ходе наступления Красной Армии в Крыму, разведывательная группа из разведчиков 3-го гвардейского отдельного мотоинженерного батальона и 91-го отдельного мотоциклетного батальона под командованием сержанта Николая Поддубного на танке проводила разведку расположения войск противника. Возле села Ашага-Джамин (Сакский район, Крымской АССР) группа попала под артиллерийский обстрел, танк был повреждён, и подразделение заняло оборону вокруг танка. В течение двух часов разведчики вели бой против батальона противника. Когда уже кончились боеприпасы, разведчики бросились в рукопашную и штыками и сапёрными лопатками уничтожили ещё 13 солдат противника. Силы были неравны, и все они были схвачены. Разведчиков доставили в село и подвергли их жесточайшим пыткам. Ни один из них не выдал военную тайну. На рассвете всех разведчиков отволокли к оврагу, согнали местное население. Несмотря на тяжёлые раны, разведчики смогли встать на ноги и принять смерть как герои. Из девяти разведчиков в живых остался только один — В. А. Ершов.
Указом Президиума Верховного Совета СССР от 16 мая 1944 года всем разведчикам было присвоено звание Героев Советского Союза.

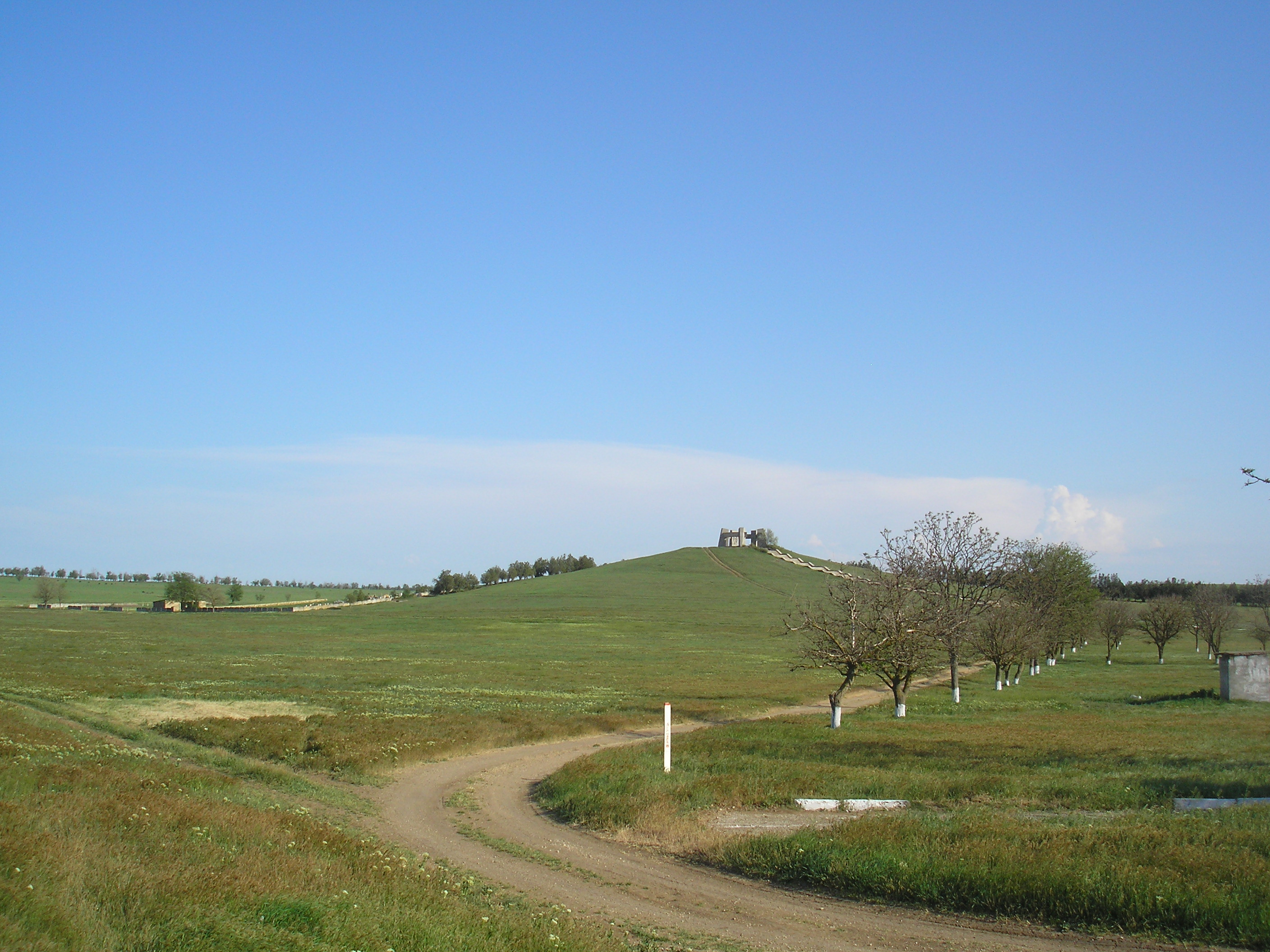
Братская могила восьми Героев Советского Союза. скульпторы В. В. Петренко, Н. И. Петренко, архитектор А. М. Крамаренко, Геройское

## Награды
- Указом Президиума Верховного Совета СССР от 16 мая 1944 года за образцовое выполнение боевых заданий командования и проявленные при этом мужество и героизм рядовому Пётру Артемьевичу Иванову посмертно присвоено звание Героя Советского Союза.
- Награждён орденом Ленина и медалями.

## Память
- В ознаменование подвига Героев разведчиков село Ашага-Джамин переименовано в Геройское.
- В ознаменование подвига на братской могиле героев воздвигнут гранитный обелиск с надписью: «Вечная слава Героям Советского Союза». Ниже высечены имена: «Гвардии сержанты Н. И. Поддубный, М. М. Абдулманапов; гвардии рядовые: П. В. Велигин, И. Т. Тимошенко, М. А. Задорожный, Г. Н. Захарченко, П. А. Иванов, А. Ф. Симоненко».
- В городе Саки в честь подвига названа улица Восьми Героев.
- В ознаменование подвига в Симферополе воздвигнут памятник.